# Oda di Haldensleben
Oda di Haldensleben (Quedlinburg, 955/960 circa – Quedlinburg, 1023) fu una duchessa di Polonia.

## Biografia
Era la figlia maggiore di Teodorico di Haldensleben, margravio della marca del Nord.
Secondo la maggior parte delle fonti, Oda crebbe nel monastero di Kalbe, vicino al fiume Milde, a nord di Magdeburgo. Alla fine divenne suora in quel monastero, ma in seguito si sposò con il duca Mieszko I di Polonia. Questa unione generò tre figli:
1. Mieszko (nato nel 979 circa - † dopo il 992/95);[2]
2. Świętopełk (nato nel 980 circa - † prima del 991?);[2]
3. Lambert (nato nel 981 circa - † dopo il 992/95);
4. Forse Vladivoj di Boemia (terzogenito).[4][5]

Circa 80 anni dopo un riferimento un libro ecclesiastico menziona "Ote e Dago (io)". Non esiste un documento effettivo e il libro della chiesa menzionato dal 1080 circa è noto come Dagome iudex ed è considerato uno dei primi documenti legali polacchi. È una delle principali fonti di questa parte della storia della Polonia sotto la dinastia Piast.
La menzione non datata del 1080 afferma che (poco prima della sua morte?) "Dago (io)" (forse Mieszko I) donò il suo territorio a papa Giovanni XV e ricevette i suoi domini in feudo attraverso il Dagome iudex; questo documento non è datato, forse fu rilasciato poco prima della sua morte, attorno al 991/92. Questo indicizza le terre di (Mieszko), indicato nel documento come "Dagome", di sua moglie "Ote" e dei loro figli (Mieszko e Lambert sono solo nominati; probabilmente Świętopełk, per gli storici, era già morto a quel tempo o era in Pomerania come sovrano).
Il figlio maggiore di Mieszko I, Bolesław I, non viene menzionato, forse perché aveva già ricevuto la sua eredità (probabilmente la Piccola Polonia, che includeva Cracovia e alcune altre città). Si ritiene inoltre che il documento sia stato scritto su volere di Oda, che voleva proteggere l'eredità dei suoi figli (con la protezione papale) a detrimento del figliastro Bolesław I.
Dopo la morte di Mieszko I (25 maggio 992), Bolesław I iniziò una lotta contro i suoi fratellastri per il controllo dell'eredità paterna. Secondo alcuni storici, la guerra è durata solo poche settimane e, secondo altri, è terminata solo intorno al 995, quando Bolesław I espulse la matrigna e fratellastri dalla Polonia e prese il controllo di tutti i domini di Mieszko I.
Oda tornò in Germania ed entrò nell'abbazia di Quedlinburg come suora, dove morì quasi trent'anni dopo suo marito, nel 1023. Non si sa nulla del destino dei suoi figli, ma nel 1032 suo nipote Teodorico o Dytryk (figlio di Mieszko o Lambert) tornò in Polonia e ottenne parti del paese dopo la caduta di Mieszko II Lambert; tuttavia, un anno dopo fu espulso da Mieszko II, che poté riunire di nuovo la Polonia nelle sue mani.